# Onorina di Graville
Onorina di Graville (Normandia, III secolo – Mélamare, 303) è stata una giovane cristiana che subì il martirio in Normandia; in virtù della sua fede cristiana e del martirio subito, è venerata dalla Chiesa cattolica come santa.

## Agiografia e culto
Onorina sarebbe vissuta in Normandia verso la fine del III secolo. Fu martirizzata presso Lillebonne nel 303 e il suo corpo, gettato nella Senna, sarebbe andato alla deriva a Graville oggi nella periferia di Le Havre (Seine-Maritime). I cristiani raccolsero il suo corpo, lo seppellirono e costruirono sopra la sua tomba una cappella. Nell'876 dei chierici portarono le reliquie da Graville a Conflans per salvarle dai Vichinghi. Questo è l'inizio della devozione a santa Onorina a Conflans dove avvengono molti miracoli: i prigionieri liberati per intercessione di santa Onorina vengono a portare le loro catene come ex-voto. 
Nel 1080, il signore di Conflans portò dei monaci benedettini dell'abbazia normanna di Bec-Hellouin che fondarono un monastero, dedicato il 21 giugno 1086 dall'abate di Bec-Hellouin, sant'Anselmo, che fu poi arcivescovo di Canterbury. Da allora, per commemorare questo evento e venerare la santa, una processione si svolge ogni anno a Conflans.
Santa Onorina è patrona dei battellieri (Conflans è il porto di arrivo dei rimorchiatori che lavorano sui fiumi e canali francesi) che la venerano in un rimorchiatore-cappella ancorato lì.
La festa di santa Onorina si celebra il 27 febbraio, in almeno sette diocesi francesi fra cui Versailles. 
(Martirologio Romano)